# Belumai I
Belumai I is een bestuurslaag in het regentschap Rejang Lebong van de provincie Bengkulu, Indonesië. Belumai I telt 984 inwoners (volkstelling 2010).